# Mungbønne
Mungbønne (Vigna radiata), også skrevet Mung-Bønne, er en enårig, urteagtig plante med en opret, stærkt forgrenet vækst. Visse af sorterne har derimod en krybende eller slyngende vækst. Frøene, mungbønner, er en del af den lokale basisføde i hele Sydøstasien. Desuden fremstilles nudler af det pulveriserede mel, og endelig spises mungbønner som "bønnespirer".

## Beskrivelse
Stænglerne er tæt dækket af stive, brune hår. Bladene sidder spredt, og de er langstilkede og trekoblede. Småbladene er bredt ovale og hele eller 2-3 lappede. Begge bladsider er som regel dækket af hår eller skæl, men helt glatte former findes også. 
Blomstringstiden afhænger af spiringstidspunktet. Blomsterne er samlet i små stande ved bladhjørnerne. De er uregelmæssige og formet som typiske ærteblomster med grønlige eller snusket-gule kronblade. Som regel modner der kun to eller tre frugter fra hver blomstestand. Det er cylindriske bælge, som bliver udstående, bulede og næsten sorte ved modenhed. Frøene er ærtestore og runde, aflange eller næsten terningeformede med grøn eller gulllig skal og en aflang, hvidlig "navleplet". Hver bælg rummer 7-20 frø.
Rodnettet er kraftigt og dybtgående. Blomsterne er selvbestøvende.
Højde x bredde og årlig tilvækst: 1,00 x 0,50 m (100 x 50 cm/år).

## Hjemsted
Mungbønne stammer oprindeligt fra Sydkina, Indien, Sri Lanka, Indokina, Indonesien, Papua New Guinea og Australien. Man formoder, at artens vilde form, Vigna radiata ssp. sublobata, har haft sin oprindelse i Indiens savanneområder, hvor den oprindeligt var en del af den hastigt voksende urteflora, som udnyttede monsunregnen.

## Anvendelse
Mungbønne er en hurtig afgrøde (ca. 60 dage fra spiring til høst), men den kræver megen varme i vækstperioden: 25-30° dagligt er bedst for den. Man bruger frøene, "mungbønner", som kan koges hele, eller de kan afskalles, formales og indgå som bærende element i den lokale basisføde i hele Sydøstasien. Desuden fremstilles der nudler af det pulveriserede mel, og endelig spises mungbønner som "bønnespirer".

## Underarter
- Vigna radiata ssp. sublobata – Vild mungbønne, som vokser i det meste af Sydøstasien, på New Guinea og i det nordlige Australien

| Portal | Portal:Botanik |

## Note
1. ↑  S. Shanmugasundaram: Mungbean Varietal Improvement Arkiveret 22. november 2009 hos  Wayback Machine (engelsk)